# Ascogaster gourlayi
Ascogaster gourlayi is een insect dat behoort tot de orde vliesvleugeligen (Hymenoptera) en de familie van de schildwespen (Braconidae). De wetenschappelijke naam van de soort werd voor het eerst geldig gepubliceerd door Walker & Huddleston in 1987.